# Banska Selnica
Banska Selnica – wieś w Chorwacji, w żupanii karlowackiej, w mieście Karlovac. W 2011 roku liczyła 90 mieszkańców.